# Chaenorhinum origanifolium
Chaenorhinum origanifolium é uma espécie de planta com flor pertencente à família Scrophulariaceae. 
A autoridade científica da espécie é (L.) Kostel., tendo sido publicada em Index Plantarum Horti Caesarii Regii Botanici Pragensis 34. 1844.

## Portugal
Trata-se de uma espécie presente no território português, nomeadamente os seguintes táxones infraespecíficos:
- Chaenorhinum origanifolium subsp. origanifolium - presente em Portugal Continental. Em termos de naturalidade é nativa da região atrás referida. Não se encontra protegida por legislação portuguesa ou da Comunidade Europeia.